# 遼寧中医薬大学

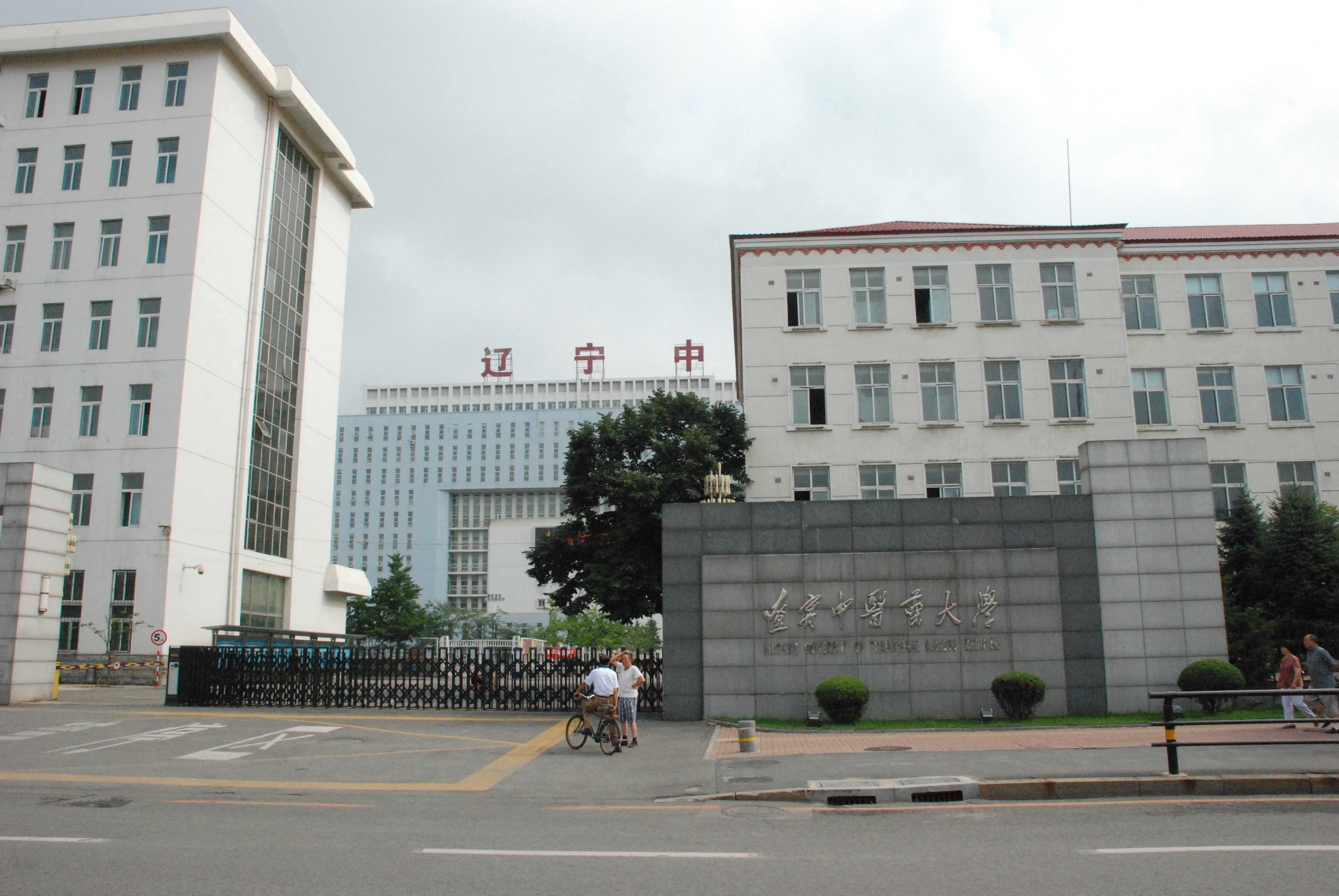
遼寧中医薬大学

遼寧中医薬大学（りょうねいちゅういやくだいがく、英: Liaoning University of Traditional Chinese Medicine）は、中国遼寧省瀋陽市皇姑区にある医療系の大学。

## 歴史
1958年に創立した遼寧中医学院がルーツである。2006年に現校名に改める。 

## 学院
- 遼寧中医薬大学設有基礎医学院
- 研究生学院
- 第一臨床学院
- 第二臨床学院
- 第三臨床学院
- 薬学院
- 针灸推拿学院
- 護理学院
- 杏林学院
- 経済管理学院
- 信息工程学院
- 職業技術学院
- 継続教育学院
- 国際教育学院

## 遼寧中医薬大学附属日本中医薬学院
附属日本中医薬学院は、東京都渋谷区代々木に所在する中医学を教育する教育機関である。1998年4月に開校。国際中医師試験や国際中医薬膳管理師試験への対策も行っている。